# Daniele Pitteri
Daniele Pittèri (Napoli, 1960) è un saggista e giornalista italiano.
Esperto di comunicazione, dai primi anni Ottanta si occupa di pubblicità, comunicazione strategica, industria culturale e media events.
Dopo aver lavorato per circa un decennio nell'organizzazione di grandi eventi culturali, inizia un percorso professionale che lo conduce da un lato ad agire nel mondo della comunicazione d'impresa, collaborando con numerose aziende ed enti pubblici, dall'altro ad impegnarsi nella ricerca universitaria, insegnando comunicazione prima a La Sapienza (1997-2004) e successivamente e a tutt'oggi alla Luiss-Guido Carli, alla Federico II di Napoli e allo Iulm di Milano.
Ideatore e curatore di eventi (fra gli altri Dedalus, Trattocontinuo, Casamusica), editorialista de La Repubblica (ed. Napoli), è autore di numerose pubblicazioni, fra cui: Merci linguaggi e tendenze nei giovani del 2000 (con Christoph Radl e Gabriele Montagano, Costa&Nolan, 1995), Tic Tac Ciak. Il senso del tempo nel racconto del cinema (con Alberto Castellano, Mursia, 1995), Estetiche Cannibali (con C.Radl, Liguori, 1998), Polaroid dal pianeta terra (Liguori, 1999), Fabbriche del desiderio (Luca Sossella, 2000), Cause Related Marketing (con Susanna Picucci e Rosa Maria Villani, FrancoAngeli, 2002), La pubblicità in Italia, dal dopoguerra a oggi (Laterza, 2002; nuova edizione ampliata 2006); Archeologie della pubblicità (con Paola Papakristo, Liguori, Liguori 2003), L'intensità e la distrazione (FrancoAngeli, 2006); Democrazia elettronica (Laterza 2007); AdverMarketing: nuove forme di comunicazione d'impresa (Carocci 2010); Le formazioni possibili. Esperienze di blended learning nelle piccole imprese (con Amarildo Arzuffi, Ivano Boragine, Guido Capaldo, Franco Angeli, 2011).
| Controllo di autorità | VIAF (EN) 14919829 · ISNI (EN) 0000 0000 7731 4746 · SBN NAPV065092 · LCCN (EN) no2003056639 · GND (DE) 118872441X · BNF (FR) cb133402443 (data) |